# Versagenskriterien für Faser-Kunststoff-Verbunde
Versagenskriterien für Faser-Kunststoff-Verbunde (FKV) dienen zur Unterscheidung, ob eine äußere Belastung in einem Bauteil aus Faser-Kunststoff-Verbund (vgl. auch Laminat) zu einem Versagen führt oder nicht. Der Begriff „Versagenskriterium“ ist für FKV eher üblich, da unter diesem Oberbegriff die „Bruchkriterien“ für die Faser, die Matrix, die Grenzfläche Faser-Matrix und die Delamination von Schichten gefasst werden.
Aufgrund der strukturellen Anisotropie von Faser-Kunststoff-Verbunden wird zwischen unterschiedlichen Versagensarten unterschieden. Es existiert eine Vielzahl von Kriterien, deren Anwendung vom zu berechnenden Problem abhängt. Die Ergebnisse der Kriterien unterscheiden sich oft erheblich.
Im deutschsprachigen Raum ist mit der VDI-Richtlinie 2014, Blatt 3 (Entwicklung von Bauteilen aus Faser-Kunststoff-Verbund – Berechnungen ) der Versuch unternommen worden, ein einheitliches Berechnungsverfahren einzuführen.

## Problematik
Bei metallischen Werkstoffen wird der statische Festigkeitsnachweis oft über das Verhältnis einer Vergleichsspannung (z. B. von Mises-Spannung) zu einer aus dem einaxialen Zugversuch gewonnenen Festigkeitsgröße geführt. Dabei kann ein Reservefaktor ermittelt werden.
Bei Faser-Kunststoff-Verbunden ist dieses Vorgehen nicht möglich, da
- in den unterschiedlichen Raumrichtungen unterschiedlich hohe Festigkeiten vorliegen (Anisotropie),
- die Komponenten „Faser“ und „Matrix“ sowie deren Grenzflächen unterschiedlich belastet werden
- die Komponenten stark unterschiedliche Eigenschaften besitzen.

Daher muss sehr genau zwischen äußerer Belastung und innerer Beanspruchung unterschieden werden. Zusätzlich gehen einige Kriterien davon aus, dass die Bruchwiderstände mit der Beanspruchungsart interagieren.
Die Bruchlast von Faser-Kunststoff-Verbunden kann aufgrund komplexerer Festigkeitskennwerte noch nicht mit der gleichen Genauigkeit wie bei metallischen Werkstoffen berechnet werden. Die Festigkeiten in Faserkunststoffverbunden reagieren nämlich z. T. sehr empfindlich auf Änderungen folgender Parameter:
- Fertigungsbedingungen (am wichtigsten)
- Faservolumenanteil
- Temperatur
- Feuchte
- mikromechanische Eigenspannungen (Stand der Forschung)
- nichtlineare Elastizität (Stand der Forschung).

Kennwerte, d. h. mechanische Eigenschaften für die Auslegung von Faser-Kunststoff-Verbunden, können z. B. durch die Zug-Druck-Torsion-Prüfung (ZDT-Prüfung) gewonnen werden.

## Einteilung
Da Faser-Kunststoff-Verbunde üblicherweise einen Laminat-, d. h. schichtartigen, Aufbau besitzen, kann eine gewisse Schädigungshistorie beobachtet werden. Deshalb beziehen sich Bruch- bzw. Versagenskriterien auf den Beginn (Schichtversagen, engl. first ply failure), die Degradation (sukzessives Versagen, engl. gradual failure) oder das (katastrophale Total-)Versagen einer Struktur.
Allen Versagenskriterien ist gemein, dass die auftretenden Spannungen und teilweise auch die Verformungsenergien bewertet werden. Je nach Kriterium sind noch physikalisch begründete oder nicht begründete Anpassungen über Parameter in der mathematischen Formulierung enthalten.
Die Kriterien für Faser-Kunststoff-Verbunde werden nach der Art der Versagensaussage unterteilt:

### Globale Kriterien
Globale (einheitliche, pauschale) Kriterien wie
- Gol'denblat-Kopnov Kriterium[1][2]
- Malmeisters Kriterium[3][4]
- Tsai-Wu-Kriterium
- globales Dehnungskriterium, d. h. es bezieht sich – anders als das differenzierende Dehnungskriterium (s. u.) – auf das gesamte Laminat
- globales Spannungskriterium, dto.

können nur zwischen Versagen oder Nichtversagen unterschieden, sie treffen aber keine Aussage über die Art des eintretenden Bruchs (Bruchmode), also ob die Faser oder die Matrix brechen wird. Die Bruchform lässt sich jedoch bei Kenntnis der vorherrschenden Beanspruchungsart und -richtung aus den globalen Kriterien ableiten.

### Differenzierende Kriterien
Differenzierende Kriterien gelten nur für eine bestimmte Bruchart, den Faserbruch oder den Zwischenfaserbruch. Mit ihnen ist eine Vorhersage unterschiedlicher Bruchformen (Bruchmoden) möglich.
Die differenzierenden Kriterien sind eng mit der Klassischen Laminattheorie verknüpft, da die globalen Belastungen zunächst in ihrer Auswirkung auf die Einzelschicht eines Laminates umzurechnen sind. Auf den lokalen Spannungszustand in der Einzelschicht werden dann die Kriterien bezogen.

#### Faserbruchkriterien

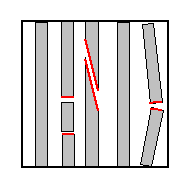
Mögliche Faserbruchformen. Die Brüche werden durch unterschiedliche Beanspruchungen hervorgerufen

Als Faserbruch bezeichnet man den Bruch einer Faser. Dabei wird die Faser durch einen zur Faserachse senkrechten oder geneigten Riss durchtrennt.
- Einfaches Faserbruchkriterium
- Faserbruchkriterium nach Hashin
- Faserbruchkriterium nach Puck
- Dehnungskriterium
- Spannungskriterium.

#### Zwischenfaserbruchkriterien

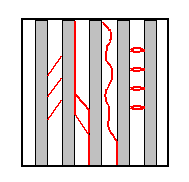
Mögliche Zwischenfaserbruchformen. Die Brüche werden durch unterschiedliche Beanspruchungen hervorgerufen

Als Zwischenfaserbruch bezeichnet man einen Bruch oder Riss in der Matrix (Kohäsivversagen) oder in der Grenzfläche zwischen Faser und Matrix (Adhäsivversagen); es werden keine Fasern durchtrennt.
- Zwischenfaserbruchkriterium nach Puck
- Zwischenfaserbruchkriterium nach Hashin
- Zwischenfaserbruchkriterium nach Cuntze
- Zwischenfaserbruchkriterium nach Ladevèze
- Dehnungskriterium
- Spannungskriterium.

##### Delaminationskriterien

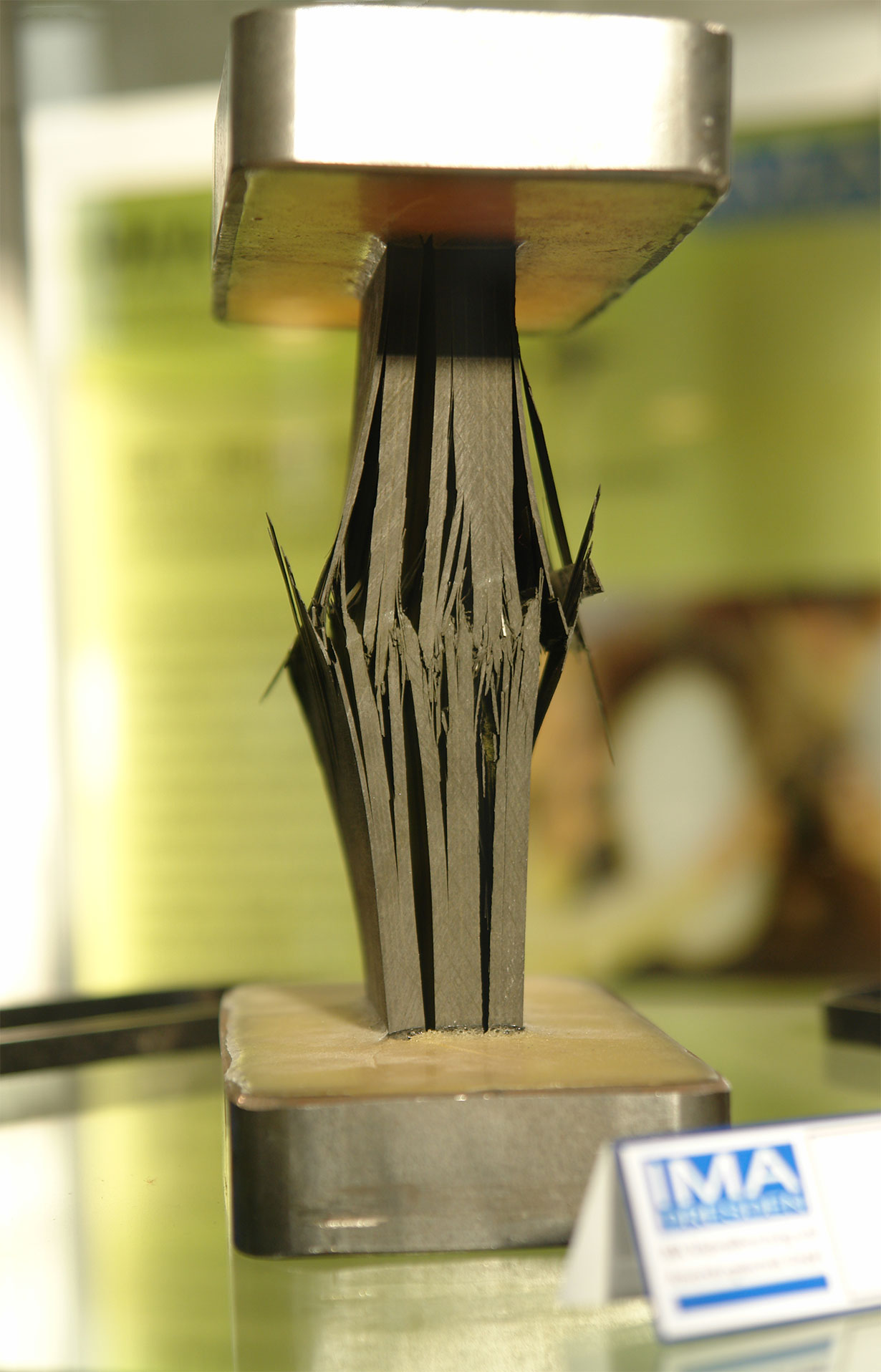
Delamination bei CFK unter Druckkrafteinfluss

Als Delamination bezeichnet man die Trennung zweier Schichten in einem geschichteten Faser-Kunststoff-Verbund. Die Delamination kann als Sonderfall des Zwischenfaserbruchs angesehen werden.
Die Einteilung orientiert sich stark an der Bruchmechanik und teilt die zum Versagen führenden Belastungen entsprechend in drei Kategorien ein:
- Normalbelastung auf Schichtebene (Mode I)
- Schubbelastung in der Schichtebene, parallel zu der Faserorientierung (Mode II)
- Schubbelastung in der Schichtebene, senkrecht zu der Faserorientierung (Mode III).

Die Belastungen treten im realen Bauteil nicht in Reinform auf. Dementsprechend orientiert sich die Versuchstechnik zur Charakterisierung des Delaminationsverhaltens neben den reinen Belastungen auch an deren Kombinationen:
- Mode I geprüft durch DCB (double cantilever beam)
- Mode II geprüft durch ENF (end notch fixture)
- Mode I+II geprüft durch MMFR (mixed mode fixed ratio).